# Serhij Hubryniuk
Serhij Hubryniuk (ukr. Сергій Губриьнюк; ur. 2 stycznia 1970) – radziecki, do 1994 mołdawski a potem ukraiński zapaśnik w stylu wolnym. Olimpijczyk z Atlanty 1996, gdzie zajął szesnaste miejsce w kategorii 82 kg.
Siódmy na mistrzostwach świata w 1994. Zdobył srebrny medal na mistrzostwach Europy w 1995. Mistrz Europy juniorów w 1987, świata w 1988 roku.